# Roc de Caules
El Roc de Caules  és una muntanya de 1.292 metres que es troba entre els municipis del Pont de Bar, a la comarca de l'Alt Urgell i de Lles de Cerdanya, a la comarca de la Baixa Cerdanya.